# Coazze
Coazze – miejscowość i gmina we Włoszech, w regionie Piemont, w prowincji Turyn.
Według danych na rok 2004 gminę zamieszkiwały 2884 osoby, 51,5 os./km².